# Joseph Aschbach
Joseph Ritter von Aschbach fue un historiador alemán nacido en 1801 y fallecido en 1882.

## Biografía
Joseph nació en Höschst, y estudió en la universidad de Heidelberg filosofía y teología, para posteriormente estudiar historia.
Joseph fue profesor de historia en el gymnasium de Fráncfort del Meno, posteriormente fue profesor de historia en la universidad de Bonn y luego profesor de historia en la universidad de Viena.
Se distinguió en su país como historiador y sus principales trabajos fueron una historia sobre los visigodos, la historia de los "Ommiads" en España, la historia de España y de Portugal durante el dominio de los almorávides y almohades, la historia del emperador Segismundo y la historia de Heruli y Gepidae.

## Obras
- Die consulate der Kaiser Augustus und Tiberius,..., Aischines Verlag, 2015.
- Die Wesgoten, Essen, 1997.
- Geschichte der Wiener Universität, Verlag de K.K., 1898.
- Roswitha und Conrad Celtes, Wien, 1868.
- Livia, Gemahlin des Kaisers Augustus;......, Wien, 1864.
- Die boier und Azalier Kaiser traian in Pannonien, Wien, 1858.
- Über Trajans steirnene donaubrücke, Wien, 1858.
- Die rómischen Legionen Prima und Secunda adjutrix, 1856.
- Allgemeines Kirchen-Lexikon,..., Frankfurt and Main, 1847.
- De cidi historiae fontibus dissertatio, Bonnae, C. Georgii, 1843.
- Geschichte Kaiser Segismund's, Hamburg: F. Perthes, 1838-45, 4 vols.
- Geschichte der Heruler und Gepiden, Frankfurt and Main, S. Schmerber, 1835.
- Geschichte Spaniens und Portugals...., Frankkfurt and Main, J.D. Sauerlánder, 1833-37, 2 vols.
- Geschichte der Ommaijaden in Spanien,.., Frankfurt and Main, Bei F. Varrentrapp, 1829-30, 2 vols.
- Geschichte des Westgothen, Frankfurt and Main, Brönner, 1827.

- Otras